# زنبور صقري
الزنبور الصقري أو طِرْمِيد أو طوريمس (الاسم العلمي Torymus)، جنس زنابير نحاسية وينتمي إلى فصيلة زنبوريات صقرية (توريميات). وصفت من قبل عالم الطبيعة Johan Wilhelm Dalman في عام 1820. أنواعه نحو 400، منتشرة في كافة أنحاء العالم.